# Detective Pikachu
Detective Pikachu es un videojuego de aventuras desarrollado por Creatures Inc. publicado por The Pokémon Company y distribuido por Nintendo para la Nintendo 3DS. El juego es un spin-off de la franquicia Pokémon, en el que los jugadores trabajan con un Pikachu parlante para resolver misterios. 
El juego comenzó como una demo o versión de prueba descargable más corta del juego titulada: Meitantei Pikachū: Shin Konbi Tanjō que fue lanzada exclusivamente en Japón de forma digital el 3 de febrero de 2016. Tras esta y su buena recepción, se desarrollaron el resto de capítulos del videojuego y finalmente el juego completo tuvo su lanzamiento mundial en formato físico el 23 de marzo de 2018 para consolas de la familia Nintendo 3DS.
Tras la salida del videojuego, una adaptación cinematográfica basada en el juego fue producida por Legendary Entertainment y estrenada por Warner Bros. el 9 de mayo de 2019.
Una secuela para este videojuego fue anunciada en 2019 y está en desarrollo para Nintendo Switch.

## Ambientación
El juego sigue a un peculiar Pikachu parlante que, a pesar de no ser tan poderoso y ágil como otros Pikachu de su especie, es bastante inteligente y afirma ser un gran detective. Un día, Pikachu se encuentra con un chico llamado Tim Goodman, que es capaz de entender lo que está diciendo. De este modo, los dos comienzan a trabajar juntos para resolver varios misterios que giran en torno a los Pokémon de la ciudad.

## Argumento
Un día, un chico llamado Tim Goodman se encuentra con un Pikachu bastante inteligente que dice ser un gran detective y descubre que puede entenderlo. Después de reunirse y conversar, los dos comienzan a perseguir a dos Aipom que robaron un collar, uno con ketchup en las manos y el otro con pintura blanca. Los dos los persiguen hasta una fuente, donde encuentran al Aipom con las manos rojas de ketchup y una baya picante acostado en el suelo con una pluma negra debajo del Aipom desmayado. Después de intentar comparar la pluma negra con las plumas de varios Pokémon y hablar varias personas y Pokémon, descubren que la pluma pertenece a una Murkrow y se enfrentan a la Murkrow. Después de hablar con varios Burmy y Wormadam, Pikachu deduce que Aipom y Murkrow estaban peleando por el collar cuando golpearon a un Burmy que utilizó el collar para hacer de nuevo el caparazón que le habían destruido en la pelea. El dúo recupera el collar del Burmy y se lo devuelve a la chica, resolviendo el caso Aipom.
Después de resolver el caso Aipom, Pikachu lleva a Tim al apartamento que comparte con su compañero investigador, que es el padre de Tim. Después de explorar la casa, los dos exploran una caverna y descubren a dos personas perseguidas por un Glalie de ojos rojos. Después de descubrir que el detective Pikachu no puede usar ningún movimiento, los dos distraen al Glalie lanzando piedras, sólo para casi ser golpeado por un poderoso rayo de hielo que derrumba la entrada de la caverna. Después de ser perseguido por el Glalie, una roca cae sobre el Glalie y lo deja inconsciente, con Tim aprovechándose de esto para bajar al inconsciente Glalie a las profundidades de la caverna. Luego hablan con las chicas y descubren que son reporteras. Después de encontrar la mochila perdida de los reporteras, miran las imágenes en la cámara para ver a Glalie divirtiéndose con algunos Drifloon cuando de repente sus ojos se vuelven rojos, antes de que empiece a disparar rayos de hielo. Después de explorar la cueva descubren un Drifloon congelado. La pareja logra liberar al Drifloon del hielo. Luego encuentran un Drifblim escondido en la cueva. La pareja acompaña a Glalie a un río subterráneo, que congela con un rayo de hielo para pasar al otro lado y crear una corriente de aire que les permita salir de la caverna ayudados por el Drifblim.
Después de terminar el caso Glalie, la pareja se encuentra con un Pikachu normal, que quiere que lo sigan.

## Jugabilidad
El Detective Pikachu es un juego de aventura en el que los jugadores controlan a Tim Goodman mientras trabaja junto con el detective Pikachu para resolver varios misterios. Esto se logra caminando por escenas, buscando pistas potenciales y hablando con personas y Pokémon para descubrir nueva información.

## Desarrollo
El desarrollo del originalmente llamado Gran Detective Pikachu comenzó a mediados de 2013. El juego se reveló por primera vez en octubre de 2013 durante un episodio del programa televisivo japonés The Professionals como parte de un perfil del director ejecutivo de The Pokémon Company, Tsunekazu Ishihara. NHK, la cadena de televisión del programa, filtró cierta información sobre el juego en su sitio web antes de su emisión. Las primeras tomas del juego representan a Pikachu en azul. Más tarde ese mismo año, Nintendo presentó una marca comercial para el nombre de Gran Detective Pikachu. Los desarrolladores lanzaron su primer tráiler a finales de enero de 2016, presentando el juego de forma oficial, una semana antes del lanzamiento de la versión inicial de demostración del juego.
El Gran Detective Pikachu fue liberado solo en Japón, de forma digital, el 3 de febrero de 2016. Se trataba de una versión de prueba que incluía el comienzo del videojuego.
Tras el lanzamiento japonés de este, los seguidores dedicados comenzaron una petición solicitando al actor estadounidense Danny DeVito como el actor de voz inglés para el personaje titular en la versión final del juego. La petición obtuvo 40.000 firmas, pero DeVito se negó a audicionar para el papel. Nintendo no respondió a esta pregunta. 
Una publicación europea de la demo del Gran Detective Pikachu fue evaluada por PEGI con una fecha de publicación de marcador de posición del 3 de diciembre de 2020. Pero finalmente esta no fue necesaria, pues el desarrollo del juego final había comenzado y Creatures ya se encontraba finalizando el resto de capítulos del videojuego.
Finalmente, en enero de 2018 se anunció que el videojuego completo saldría a la venta el 23 de marzo de 2018 bajo el título final de: "Detective Pikachu". El juego salió de forma simultánea en todo el mundo estrenando incluso un amiibo especial del detective. El juego final es una novela gráfica de aventuras que cuenta con 9 capítulos, este forma parte de los videojuegos de séptima generación de Pokémon y aparecen Pokémon de esta como Mimikyu o Litten.

## Adaptación cinematográfica
El 20 de julio de 2016, cuatro días después de que la 19.ª película se estrenara en Japón y catorce días después del éxito de Pokémon GO, la compañía cinematográfica estadounidense de capital chino Legendary Entertainment anunció que había adquirido los derechos para hacer una película de acción en vivo basada en el personaje del detective Pikachu. La película comenzó su producción en 2017. Más tarde ese mismo año, se informó que Alex Hirsch y Nicole Perlman estarán escribiendo el guion. Dean Israelite, Robert Rodríguez y Tim Miller fueron considerados como directores potenciales. Toho distribuirá la película en Japón, mientras que Universal Pictures la distribuirá fuera de Japón. El 30 de noviembre de 2016, Plazo límite reveló que Legendary Entertainment había elegido a Rob Letterman para dirigir la película. El 15 de octubre de 2017, se anunció que la filmación comenzaría en enero de 2018. Al mes siguiente, Justice Smith fue elegido como líder humano Kathryn Newton fue elegida a finales de ese mes como la mujer líder. El 6 de diciembre de 2017, se anunció que Ryan Reynolds había sido elegido en el papel del detective Pikachu. Otros actores considerados para el papel fueron Dwayne Johnson, Mark Wahlberg y Hugh Jackman. El 11 de diciembre de 2017, Universal anunció que la película sería estrenada el 9 de mayo de 2019. El 12 de noviembre de 2018, Warner Bros estrenó el primer tráiler en su cuenta oficial de YouTube.

### Diferencias de la película con el videojuego
- La película no solo está basada en el videojuego del mismo nombre, también está basada en "el fenómeno mundial" de Pokémon GO.
- Tim es afroestadounidense, a diferencia del videojuego, en el que es japonés.
- El tema principal de la película se llama Carry On de Rita Ora y el DJ Kygo, y el tema de cierre, Electricity del rapero Lil Uzi Vert en colaboración con Pharrell Williams.